# Ernutet (cràter)
Ernutet és un cràter sobre la superfície del planeta nan Ceres, situat amb el sistema de coordenades planetocèntriques a 55.75 ° de latitud nord i 50.93 ° de longitud est. Fa un diàmetre de 53.4 km. El nom va ser fet oficial per la UAI el 21 de setembre del 2015 i fa referència a Renenutet, deessa de la collita de la mitologia egípcia.